# بولشوی کوب
بولشوی کوب (روسی: Большой Куб) یک رودخانه در سرزمین پرم کشور روسیه است.